# ممزق: كيف أحدث الجيل السلكي ثورة في الموسيقى
ممزق: كيف أحدث الجيل السلكي ثورة في الموسيقى (2009 ، ISBN 978-1-4165-4727-3) هو كتاب يبحث في الجوانب التجارية لصناعة الموسيقى من تأليف ناقد موسيقى الروك في شيكاغو تريبيون جريج كوت وهو المضيف المشارك لبرنامج إذاعة شيكاغو العامة آراء صوتية. ويغطي ثورة الوصول إلى الموسيقى واستهلاكها الناتجة عن العصر الرقمي وتأثيراته على صناعة الموسيقى.

## عن الكتاب
يُفصِّل الكتاب أيضًا الطرق التي غير بها الفنانون نموذج أعمالهم استجابةً لهذه التغييرات للاستفادة من التوزيع الرقمي ومشاركة الملفات من نظير إلى نظير. يستخدم كوت وصوله المباشر لتوضيح كيف استجاب فناني التسجيل الكبار لانخفاض أهمية شركات التسجيلات الكبيرة.
تم طرح قضية ميتاليكا ونابستر في عام 2000 لتحديد موقف ميتاليكا الواضح بشأن مشاركة الملفات. من ناحية أخرى كان الموسيقيون الناجحون بالفعل مثل ترينت ريزنور وبرنس يؤمنون بالتخلي عن ألبوماتهم. يذكر الكتاب تردد راديوهيد السابق في أن تصبح فرقة مستقلة بسبب الاضطرار إلى التعامل مع جميع جوانب الأعمال في الصناعة مثل إعداد اجتماعات العمل الخاصة بهم.
ومع ذلك لم تكن الفرقة راضية عن حقيقة أن علامتها التجارية الرئيسية لم تستطع مواكبة كيفية تنزيل المعجبين لموسيقاهم من الإنترنت. في النهاية وضع راديوهيد ألبومه "في قوس قزح" (2007) على موقعه على الإنترنت من خلال دفع ما تريد نموذجًا حيث يمكن للمعجبين تحديد قيمة الألبوم.
يوضح كوت أن السبب وراء بدء الشباب في اتجاه مشاركة الملفات هو عدم القدرة على الاتصال بموسيقى البوب التي أعلنت عنها شركات التسجيلات في ذلك الوقت. ذهب المراهقون إلى الإنترنت للعثور على موسيقى يمكنهم الارتباط بها بشكل أفضل. لعب هذا دورًا في بناء جمهور الفرق المستقلة مثل Death Cab for Cutie وBright Eyes و Clap Your Hands و Girl Talk و Arcade Fire مع القليل من المدخلات الرئيسية أو عدم وجودها على الإطلاق.
تقوم صناعة الموسيقى برفع دعاوى قضائية عندما يكون لديها تاريخ من الإجراءات غير القانونية مثل بايولا والاستفادة من الفنانين لذلك فهو منافس لـ "المواقف الأخلاقية" الزائفة بحسب كوت. عدم عقد صفقة مع نابستر بدلاً من ذلك لإنشاء خدمة تنزيل موسيقى قانونية في عام 2001 أدى إلى مزيد من الضرر بالصناعة لأنه تم إنشاء مواقع ويب أخرى لمشاركة الموسيقى المجانية.
يعتقد كوت أن مواكبة طريقة استهلاك الموسيقى في العصر الرقمي لم يفيد المعجبين فحسب بل استفاد الموسيقيون أيضًا: "في هذا العالم يمكن للاعبين المهمين العثور بسهولة أكبر على جمهور مخصص وبناء نظام بيئي موسيقي يشمل الآلاف من بدأت الثقافات الصغيرة في الظهور ".
تم نشره في 19 مايو 2009 من قبل سكريبنربصمة سايمون و شوستر.

## آراء النقاد
تلقى الكتاب مراجعات إيجابية في الغالب. تدعي بوسطن غلوب أنه "مدروس جيدًا ولديه رأي كبير" وأنه "يجسد الطابع الفوري المثير للموسيقى التي يتم إنتاجها عبر الإنترنت" ومع ذلك فإن الإشارة إلى انحياز كوت للتنزيل غير القانوني لا يعكس الآثار السلبية التي تحدثها على الفنانين الآخرين. تشيد صحيفة كريستيان ساينس مونيتور بصحافة كوت قائلة إنها "معتدلة المزاج واستفزازية وواقعية وعاطفية" حتى لو لم يختتم الكتاب بحل للضرر الناجم عن مشاركة الملفات. الناقد في صحيفة نيويورك تايمز ميتشيكو كاكوتاني يتحسر على وجهة النظر الضيقة لكوت الذي يناصر موقف عشاق الموسيقى الشباب الذين يترددون في دفع ثمن كل الموسيقى التي يستمعون إليها.

## روابط خارجية
https://www.nytimes.com/2009/05/19/books/19kaku.html?pagewanted=all